# Nistagmo

Un nistagmo optocinetico orizzontale.

Il termine nistagmo, dal greco νυσταγμός, nystagmós, sonnolenza (derivato dal verbo νυστάζω, nystázō, aver sonno), si riferisce a movimenti oscillatori, ritmici e involontari dei bulbi oculari. Movimenti oculari oscillatori non ritmici prendono il nome di "nistagmoidi".
Il fenomeno può avere base ereditaria, o derivare da lesioni all'apparato oculo-motore (vestibolare o apparato di fissazione), all'area del cervelletto o ai centri tronco-encefalici collegati alla oculo-motricità, distacco degli otoliti dalla macula dell'utricolo e loro trasporto verso i canali semicircolari (VPPB). In alcuni casi nei soggetti affetti da nistagmo si manifestano anche sintomi secondari quali: vertigini, nausea, cefalea, irritabilità.
Alcuni soggetti colpiti da nistagmo faticano a praticare alcuni tipi di sport a livello agonistico, a causa dei problemi visivi e di equilibrio procurati da questo problema.

## Caratteristiche
Le numerose tipologie di nistagmo (oltre 40 tipi diversi) possono essere suddivise in relazione alle caratteristiche cliniche e nistagmografiche che li contraddistinguono, tra le quali:
- Insorgenza: congenito, infantile, acquisito. Spontaneo o indotto;
- Lateralità: binoculare, monoculare;
- Tipo d'onda: a scosse o saccadico o a dente di sega quando una fase è lenta e una veloce (saccadica); pendolare o sinusoidale quando entrambe le fasi sono della stessa velocità e assomigliano all'oscillazione che compie un pendolo;
- Direzione: per convenzione “batte” in direzione della fase rapida. Unidirezionale: quando batte sempre nella stessa direzione; bidirezionale, multidirezionale. Coniugato o disconiugato: quando la direzione/traiettoria nei due occhi è differente;
- Ampiezza: fine, media, ampia (in dipendenza dell'escursione compiuta dal bulbo dal punto di fissazione e misurata in gradi). Associato o dissociato: quando l'ampiezza fra i due occhi è differente;
- Frequenza: rapida, lenta (n° scosse/s);
- Traiettoria spaziale: orizzontale, verticale, diagonale, rotatoria (o torsionale), ellittica, circolare, mista. Multiplanare o uniplanare o monoplanare: quando la traiettoria spaziale rimane la stessa nella diverse posizioni di sguardo;
- Durata: costante (o continuo), intermittente, transitorio;
- Velocità della fase lenta: velocità linearmente costante, velocità esponenzialmente crescente, velocità esponenzialmente decrescente;
- Simmetricità: simmetrico, asimmetrico;
- Intensità: {\displaystyle I=A*F}, dove I = intensità, A = ampiezza e F = frequenza;
- Secondo la posizione degli occhi in cui compare:
  - primo grado: compare a occhi fatti deviare verso la direzione della fase rapida;
  - secondo grado: compare a occhi rivolti diritto davanti;
  - terzo grado: compare in tutte le posizioni di sguardo.
- Punto o zona neutra: spesso è presente una zona dove la direzione del nistagmo a scosse cambia di direzione di battuta (zona neutra);
- Punto o zona nulla: è la zona dove il nistagmo è minimo o assente e spesso coincide con la zona neutra.

Il nistagmo si distingue inoltre in fisiologico e patologico.

## Clinica

### Nistagmo fisiologico
Diversi tipi di nistagmo possono essere evocati nel soggetto sano:
- Riflesso o nistagmo optocinetico (ottocinetico) (NOC): è un riflesso oculare normale evocato in risposta allo spostamento della scena visiva e serve ad agganciare e mantenere un'immagine in movimento stabile sulla retina. È un nistagmo involontario a scosse, in cui la fase lenta segue lo stimolo in movimento e perso quest'ultimo subentra la fase rapida che riporta il bulbo nella posizione iniziale. Questo nistagmo si evoca frequentemente quando si guarda fuori dal finestrino di un veicolo. Può essere verticale, orizzontale o torsionale.
- Nistagmo fisiologico vestibolare: si riferisce principalmente a due forme di nistagmo vestibolare:
  - Nistagmo calorico-indotto: si evoca mediante l'irrigazione unilaterale con acqua calda o fredda dell'orecchio creando uno sbilanciamento vestibolare temporaneo. Se con acqua calda viene irrorato l'orecchio destro (e fatta muovere l'endolinfa dei canalicoli semicircolari verso l'ampolla) otterremmo un nistagmo a scosse battente verso destra; il contrario avviene con l'acqua fredda. Come regola mnemonica si può adoperare il termine “COWS” (Cold Opposite; Warm Same). Questa regola si riferisce alla direzione della fase rapida del nistagmo calorico, e non a quella lenta che è poi quella che viene evocata dagli stimoli che partono dall'apparato vestibolare e giungono ai centri oculomotori tronco-encefalici, mentre la fase rapida è di correzione. Tale deviazione si genera con più facilità attraverso l'impiego degli occhiali di Frenzel, poiché la fissazione tende a sopprimere lo stimolo vestibolare. Il nistagmo può essere orizzontale, obliquo o rotatorio in relazione alla posizione del capo. L'irrorazione bilaterale produce nistagmo verticale.
  - Nistagmo rotatorio: si tratta di un nistagmo a scosse indotto dall'accelerazione angolare data dalla rotazione del capo che stimola il riflesso vestibolo-oculare (VOR). Durante la rotazione sul proprio asse verticale si provoca un nistagmo saccadico la cui fase rapida va in direzione della rotazione stessa; mentre cessata la rotazione si assiste per qualche secondo all'inversione della battuta del nistagmo. La rotazione induce comunque un movimento della scena invocando allo stesso tempo un nistagmo optocinetico.
- Nistagmo del punto/posizione finale o di lateralità: è un nistagmo a scosse presente in molti soggetti sani che si presenta nelle lateralità di sguardo. Tutti si riducono con la riduzione dell'angolo d'eccentricità di sguardo. Se ne distinguono tre tipi:
  - Nistagmo da affaticamento: si manifesta dopo prolungato (10-15 s) sforzo di mantenimento in una posizione a eccentricità elevata dello sguardo.
  - Nistagmo da posizione finale non sostenuta: si presenta per la durata di 5-10 s da quando si è assunti una posizione estremamente eccentrica dello sguardo (tranne per lo sguardo verso il basso), per poi scomparire.
  - Nistagmo da posizione finale sostenuta: nistagmo a fini scosse licitato da una posizione di sguardo eccentrica e si risolve riportando lo sguardo diritto davanti.
- Movimento oculare rapido. Nistagmo fisiologico caratteristico del sonno REM.

Tutto il corpo comunque e soprattutto gli arti tenderanno a deviazioni e movimenti attivi, soprattutto se sollecitati artificialmente, nella stessa direzione della scossa lenta quindi verso il lato meno funzionante.

### Nistagmo patologico
Tipicamente il nistagmo patologico viene suddiviso in congenito (o meglio infantile) e acquisito.

#### Nistagmo infantile
Il nistagmo infantile può esser suddiviso così:
- Sindrome da nistagmo infantile (INS).
- Sindrome da nistagmo da malsviluppo (o sviluppo difettoso) fusionale (Fusional Maldevelopment Nystagmus Syndrome (FMNS)).
- Spasmus nutans.
- Altri.

##### Sindrome da nistagmo infantile
La sindrome da nistagmo infantile (infantile nystagmus syndrome (INS)) o nistagmo congenito/infantile: questa forma di nistagmo congloba il nistagmo da difetto sensoriale (SDN) e il nistagmo idiopatico infantile (NII) poiché nistagmograficamente sono indistinguibili. Le caratteristiche classiche di questa sindrome sono:
- Infantile (esordio < dei 6 mesi).
- Binoculare, coniugato e associato.
- Pendolare o saccadico (nistagmo pendolare e saccadico possono coesistere; tende a evolvere da pendolare a saccadico a velocità esponenzialmente crescente).
- Orizzontale, con piccole componenti torsionali (circumrotatorio) o/e verticali
- Ridotto convergenza e a occhi chiusi.
- Accentuato dallo sforzo visivo e con l'ansia.
- Abolito nel sonno.
- Presenta spesso una zona nulla con o senza torcicollo oculare.
- Talvolta ciondolio del capo.
- Monoplanare.
- Solitamente assenza di oscillopsia.
- Nistagmo optocinetico invertito (nei 2/3 dei casi la stimolazione optocinetica evoca un nistagmo battente nella direzione opposta a quella che ci si sarebbe aspettata).
- Frequente difetto ametropico (ipermetropia o miopia e astigmatismo) medio-elevato.
- Può sovrapporsi il nistagmo latente.

Eziopatologicamente si può suddividere in:

###### Nistagmo da difetto sensoriale (SND)
Corrisponde al nistagmo sensoriale di Cogan. Insorge tipicamente prima dei 3-6 mesi di vita ed è legato a patologie visive binoculari che comportano uno sviluppo deficitario della fissazione visiva con conseguente ridotta acuità visiva (solitamente inferiore ai 2-3/10). Le malattie oculari che si accompagnano al nistagmo da difetto sensoriale sono:
- Ipoplasia bilaterale dei nervi ottici.
- Atrofia dei nervi ottici.
- Ipoplasia foveale.
- Coloboma bilaterale del nervo ottico, retinico, corio-retinico.
- Amaurosi congenita di Leber.
- Albinismo oculocutaneo e oculare.
- Opacità corneale bilaterale.
- Anomalia di Peters.
- Sindrome di Axenfeld-Rieger.
- Glaucoma congenito bilaterale.
- Acromatopsia.
- Monocromatismo dei coni blu.
- Cataratta congenita bilaterale.
- Aniridia.
- Cecità stazionaria congenita notturna legata al cromosoma X.
- Corectopia.
- Vitreo primitivo iperplastico persistente.
- Retinopatia del prematuro grave.
- Retinoschisi congenita.
- Toxoplasmosi connatale maculare bilaterale.
- Altre.

###### Nistagmo idiopatico infantile (NII)
Corrisponde al nistagmo motorio di Cogan o nistagmo congenito idiopatico (CIN). È un nistagmo che insorge nei primi 3 mesi di vita, solo raramente è già presente alla nascita. L'acuità visiva è tipicamente discretamente buona 5/10. Per raggiungere l'acuità visiva massima i soggetti affetti mostrano spesso torcicollo (orizzontale, verticale, obliquo, torsionale, misto) di origine oculare in modo tale da poter sfruttare la zona nulla, cioè dove il nistagmo è minore. Gli esami elettrofisiologici (ERG e PEV) sono nei limiti di norma, il fondo oculare è normale come anche la neurodiagnostica per immagini (TAC e RM). Lo strabismo non è così frequente ed è solitamente legato al difetto rifrattivo.
Il NII può essere sporadico o ereditario (7-30%). L'NII legato alla X (NYS1) è la forma ereditaria più frequente, mappato sul locus genetico Xq26.2 ed è causato dalla mutazione del gene FRMD7 (FERM domain-containinig 7). Questo nistagmo viene detto FRMD7-related infantile nystagmus (FIN). 
La restante parte dei nistagmi idiopatici è detta NII non-FRMD7 e comprende quelli sporadici e solo una piccola parte presenta carattere familiare con trasmissione principalmente autosomica dominante. Il nistagmo può presentarsi con esotropia infantile ad angolo molto variabile, la cosiddetta "sindrome da blocco del nistagmo", che rappresenta l'1-3% di tutte le esotropie infantili.

##### Sindrome da nistagmo da malsviluppo fusionale (FMNS)
Comprende il nistagmo latente e il nistagmo manifesto-latente. Sono a insorgenza infantile (<12 mesi di vita (solitamente entro i 6 m.)), usualmente associati a strabismo, tipicamente all'esotropia essenziale infantile (EEI).
Il nistagmo latente è un nistagmo orizzontale a scosse, coniugato, uniplanare, con fase lenta a velocità esponenzialmente decrescente, se l'ampiezza è fine pare assumere velocità linearmente costante che compare quando uno dei due occhi viene occluso. Il nistagmo batte in direzione dell'occhio fissante e s'intensifica quando l'occhio direttore si porta in abduzione (seguendo la legge di Alexander). Spesso l'occlusione dell'occhio migliore induce un nistagmo con intensità maggiore rispetto al nistagmo evocato all'occlusione dell'occhio peggiore. Occasionalmente alcuni soggetti sono in grado di controllare il loro nistagmo volontariamente. Il visus monoculare è peggiore di quello binoculare. Ambliopia è spesso frequente e la stereopsi assente. L'esame dei movimenti lenti d'inseguimento dimostra asimmetria direzionale (temporo-nasale e naso-temporale); si può ottenere anche l'inversione del nistagmo optocinetico. L'intensità tende a decrescere con l'avanzare dell'età. Nistagmo latente puro senza strabismo è molto raro.
Quando al nistagmo latente si sovrappone un nistagmo che è presente anche con entrambi gli occhi aperti e quindi manifesto, a scosse battente verso l'occhio fissante, questo prende il nome nistagmo latente/manifesto.

##### Spasmus nutans
Detto anche "nistagmo delle tenebre", può insorgere nei primi 18 mesi di vita con un picco tra il terzo e il nono mese (quindi potrebbe essere considerato anche acquisito).
È caratterizzato dalla triade: nistagmo, torcicollo e ciondolio del capo (head nodding). Il nistagmo ha forma d'onda pendolare, variabilmente disconiugato, asimmetrico, multiplanare, spesso intermittente, di fine ampiezza e alta frequenza (>10 Hz), maggiore nell'occhio abdotto, prevalentemente orizzontale, ma può essere verticale o con componenti torsionali o misto. L'asimmetria può essere così marcata fra i due occhi che talvolta il nistagmo è puramente monoculare. Può essere accentuato dalla convergenza. Il ciondolio del capo è irregolare di frequenza intorno ai 3 Hz e può essere orizzontale, verticale o con componenti torsionali. Non è chiaro se il ciondolio del capo possa avere funzione compensatoria rispetto al nistagmo. Risonanza magnetica e TAC sono normali come anche il fondo oculare. Può associarsi a strabismo e ambliopia. Scompare verso i 3-4 anni, ma può persistere oltre gli 8 anni.
Alcune forme tumorali delle vie visive possono imitare le caratteristiche dello spasmus nutans, per cui in questi casi è importante escludere qualsiasi patologia maligna.

#### Nistagmo acquisito
Comprende un insieme di nistagmi alquanto eterogenei, che possono teoricamente esordire a qualsiasi età. Sotto il nome di nistagmo neurologico (NN) si raggruppa quell'insieme di nistagmi acquisiti riconducibili a patologie neurologiche. La fissazione, il sistema vestibolo-oculare e l'integratore neurale sono le componenti coinvolte nel mantenimento di una stabile foveazione. Nel caso in cui anche solo uno di questi sistemi sia alterato si può ingenerare un nistagmo. Il nistagmo acquisito è spesso fonte di vertigine, instabilità posturale, nausea, oscillopsia, ecc.. Una classificazione riconosciuta del nistagmo acquisito non esiste, per cui i vari casi vanno semplicemente elencati.

##### Nistagmo vestibolare
Il sistema vestibolare è intimamente collegato al sistema oculomotorio e uno squilibrio degli input che giungono ai centri vestibolari può generare nistagmo. Questi sistemi sono assai complessi e regolati da numerose strutture cerebrali principalmente comprese nel tronco-encefalico e nel cervelletto, con conseguente eterogeneità nelle caratteristiche del nistagmo.

###### Nistagmo da sbilanciamento vestibolare periferico
È più conosciuto come "nistagmo vestibolare periferico".

Malattie che affliggono il labirinto o il nervo vestibolare causano tipicamente un nistagmo saccadico, con velocità lineare della fase lenta, traiettoria generalmente orizzontale-rotatorio e con battuta verso il lato sano. È unidirezionale e uniplanare.

Il nistagmo aumenta d'ampiezza quando lo sguardo viene rivolto verso la direzione di battuta (legge di Alexander). È soppresso dalla fissazione visiva e aumenta quando la fissazione viene impedita. La componente orizzontale diminuisce quando il soggetto giace con l'orecchio intatto diretto verso il basso, mentre lo si esacerba quando si tiene il capo con l'orecchio affetto verso il basso. Può aumentare cambiando posizione del capo, ma anche scuotendo vigorosamente il capo (head-shaking nystagmus), o attraverso l'iperventilazione, la vibrazione mastoidea o con la manovra di Valsalva.
Il piano secondo cui «batte» il nistagmo (orizzontale, verticale, obliquo, rotatorio, ecc.) dipende da molteplici fattori e principalmente dal distretto interessato e nell'ambito delle alterazioni labirintiche, dal canale semicircolare interessato (trovandosi i 3 canali disposti su tre assi differenti). Nelle alterazioni labirintiche è comunque il canale semicircolare laterale quello predominante sia in fase irritativa, quindi iperfunzionante, sia in fase degenerativa, quindi ipofunzionante; il nistagmo quindi sarà quasi sempre orizzontale.
Il nistagmo è regolato dalla III legge di Ewald. La scossa lenta, movimento lento e coniugato degli occhi, vero movimento attivo in direzione del lato ipofunzionante è più difficile da esplorare proprio per la sua estrema lentezza, mentre il movimento rapido, che ha una funzione semplicemente di ritorno quindi passiva, è più facile da esplorare e batte ovviamente verso il lato opposto. In diagnostica quindi quando si descriverà la direzione del nistagmo si indicherà quella della fase rapida che, come si è detto, batterà nelle sindromi vestibolari vere verso il lato iperfunzionante (o normalmente funzionante se il lato opposto è deficitario). Questo nistagmo ha esordio tipicamente acuto ed è caratterizzato da fastidioso tinnito, vertigine, nausea, oscillopsia.

Le cause possono essere:
- Labirintite;
- Neurite;
- Sindrome di Menière (idropsia (idrope) endolinfatica);
- Ischemia vascolare;
- Traumautismi;
- Tossine;
- Vertigine parossistica posizionale benigna (VPPB) (Cupololitiasi);
- Altri.

###### Nistagmo acquisito periodico alternante (APAN)
È detto anche “nistagmo da instabilità vestibolare centrale”. Si tratta di un nistagmo a scosse orizzontale, monoplanare, con velocità della fase lenta linearmente costante; in posizione primaria è caratterizzato dall'inversione periodica di battuta a cicli regolari di circa 4 min.
Il ciclo è così composto: un emiciclo di 60-120 s con battuta verso un lato, seguito da 3-5 s di sostanziale quiete (periodo nullo o neutro) e dal secondo emiciclo con battuta verso il lato opposto a quello precedente. Questi cicli si ripetono continuamente e non sono particolarmente influenzati dalla fissazione visiva. Può essere associato a rotazione strategica del capo alternante periodica, in direzione della direzione di battuta e con gli occhi in direzione della fase lenta per sfruttare la legge di Alexander. Si associa a vertigine e oscillopsia. Stimolazioni vestibolari possono arrestare o invertire il nistagmo.
È causato da patologie di natura vestibolo-cerebellare o, raramente, si presenta dopo grave perdita acquisita bilaterale della vista e in tal caso si abolisce se il difetto visivo viene corretto. Esiste una forma congenita che si sovrappone alla sindrome da nistagmo infantile.